# Čimčirínek a chlapci
Čimčirínek a chlapci je kniha pro děti, poprvé vydaná roku 1922 v Brně. Autorem je český spisovatel Rudolf Těsnohlídek, který knihu napsal především pro svého syna Milana. Kniha vypráví o malém chlapci, kterému říkali Strukavinka. Společně se svými kamarády tráví letní čas v přírodě a seznamují se s mnoha zvířaty. Chlapci jsou z malé moravské vesnice, proto se v knize objevuje moravské nářečí.

## Děj
Na začátku knihy se dozvíme, proč se hlavní postavě knihy říká Strukavinka. Následuje mnoho příběhů a nevšedních dobrodružství. Strukavinka zachránil malého vrabce Čimčirínka, který se s ním spřátelil a doprovází chlapce na jeho výpravách. Dále se seznámíme se psem Brokem nebo třeba kohoutem Třepeníčkem. Jednoho dne se Strukavinka vydal pro kouzelný květ zlatého kapradí, který měl údajně zahojit každou bolest a zahnat každé neštěstí. Jeho kamarád Milan stonal, a tak se o májové noci pro květ vypravil a uspěl. Když přišel zpět domů, promluvil na něho kocour Mates, vtom si uvědomil, že rozumí zvířecí řeči. Strukavinka byl jindy pilný žák, ale tentokrát se na školu nemohl soustředit, poslouchal totiž rozhovor vlaštovek. Vysvětloval situaci svému učiteli, ale ten ho poslal pro stonání domů. Šel tedy navštívit kamaráda Milana, aby mu svůj příběh pověděl. Postupem času se dozvídá, že rozumí také věcem a rostlinám. Večer usnul na půdě, kde ukryl kapradí. Tam ho našla jeho maminka, které Strukavinka nemohl nic dále tajit. Kouzelnému kapradí sice nevěřila, ale když jí Stukavinka popisoval, co si povídají zvířátka, zažili mnoho legrace.
Další dny prozkoumával Strukavinka s přáteli přírodu ze všech stran. Navštívili čmeláky, kteří žili stejný život jako lidé. Lépe poznáme život Čimčirínka, který se stal hajným a žil v blízkosti člověka, kterého se všichni vrabci báli. Jednoho dne ale zachránil Čimčirínkovi život, když ho chtělo ulovit káně. Chlapci se také setkají s prasátkem a teletem, prchajícími před pometlem. Čimčirínek hned zakročil a situaci uklidnil. Nerozlučná parta kamarádů tráví čas lumpačinami, ale všichni mají dobré srdce a jsou přírodě na blízku. Milan vysvobodil topící se vážku, nato se mu zjevila kouzelná bytost Šumišuma, která mu na oplátku zachránila život, když se pod ním utrhl břeh a spadnul do hluboké tůně. Prázdniny už končily a přicházel studený podzim. Chlapci se smutnou náladou vzpomínali na léto a tesknili, že se jejich cesty rozejdou do různých škol. Rozloučili se naposledy s Čimčirínkem, který jim zazpíval poslední píseň. Chlapci si uvědomili, že se vracejí zpět do běžného života a už dále neporozumějí přírodě a zvířecí řeči.

## Přijetí díla
V časopisu Školské reformy se dozvídáme, že hlavním cílem bylo přiblížit zvířata dětem a vysvětlit jim, že i zvířata mají své touhy, city, bolesti a radosti. V novinách Vlaštovička se hovoří o tom, proč si autor vybral takové téma. Rudolf Těsnohlídek miloval děti, zvířata a přírodu. Psal tedy o tom, co mu bylo nejblíže. Časopis Zlatý máj je kritická revue umělecké tvorby pro mládež. Ve svém přehledu připomíná recenzi Otakara Chaloupky v časopise Impuls; Chaloupka sdílí názor, že text patří mezi nejlepší díla dětské literatury z první republiky. Próza je zde popisována jako projev vyzrálého lyrismu, zaměřena na pochopení a vnímání každodenního dětského světa. Podle Chaloupkova pozdějšího zhodnocení je v knize zachycený obraz spontánních radostí dětství a citlivý obraz přírody. To dává knize realistický a přesvědčivý výraz. Počátkem dvacátých let v podobě této prózy vzniklo jedno z významných děl dětské literatury, díky tomu, jak nově ztvárnila obraz přírody a také jak samotné dítě může přírodu vidět. Podle Vladimíra Kováříka je dílo zčásti pohádka a zčásti povídka. Motivem knihy je, že mnoho pohádkové krásy se děje i v naší zemi. V knize Rukověť dějin literatury české je autor Josef Staněk názoru, že hlavní myšlenkou díla je duševní život volně žijících zvířat.